# Rongcheng, Baoding

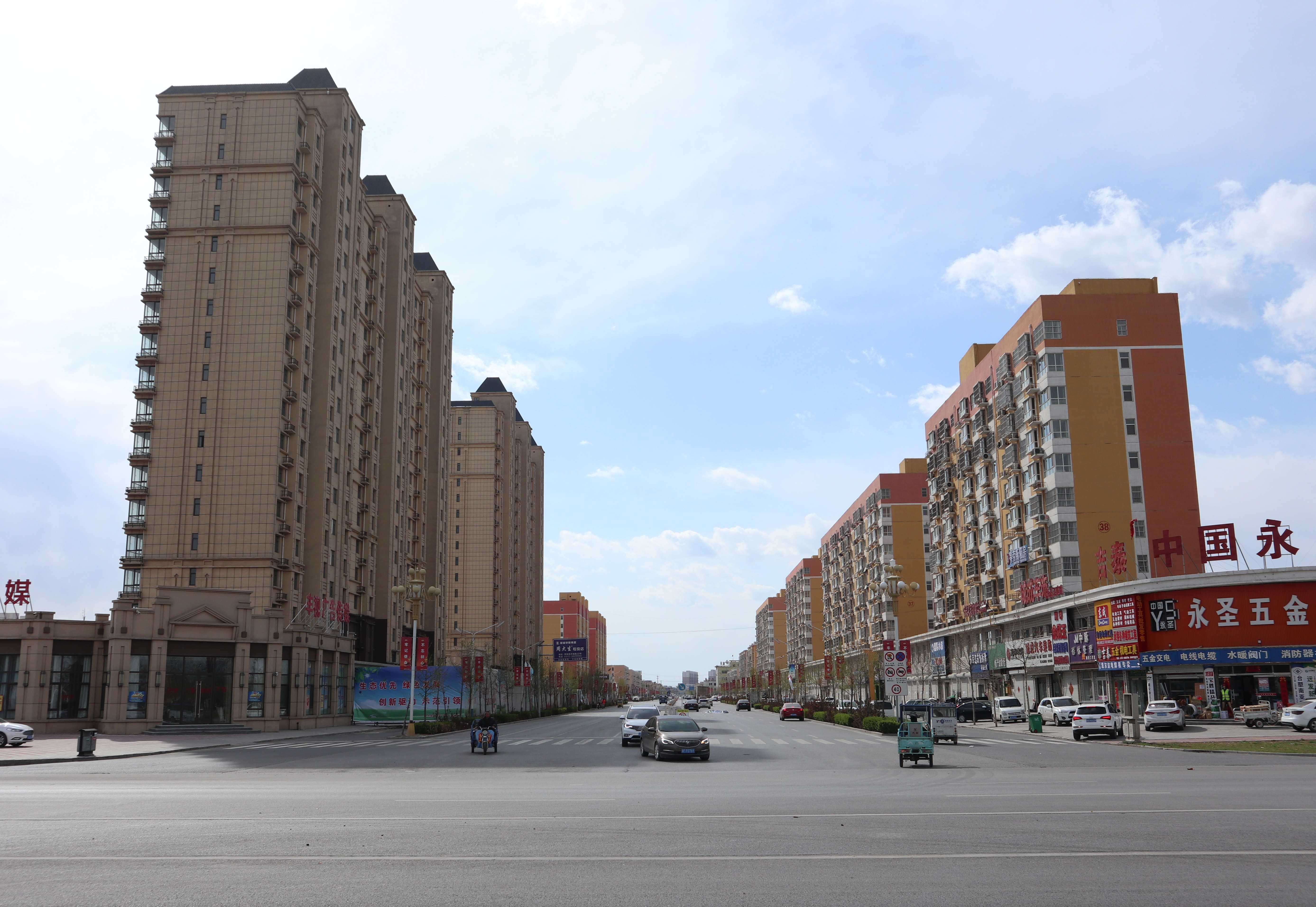
Gata i Rongcheng

Rongcheng, även romaniserat Jungcheng, är ett härad som lyder under Baoding i Hebei-provinsen i norra Kina.